# Palazzo Ferrero-Colonna-Cambiaso
Palazzo Ferrero-Colonna-Cambiaso (o semplicemente Villa Cambiaso) è una villa seicentesca italiana, situata a Savona, in una zona un tempo poco fuori dal centro cittadino.
È sottoposto a vincolo architettonico e fa parte del Catalogo generale dei Beni Culturali.

## Storia

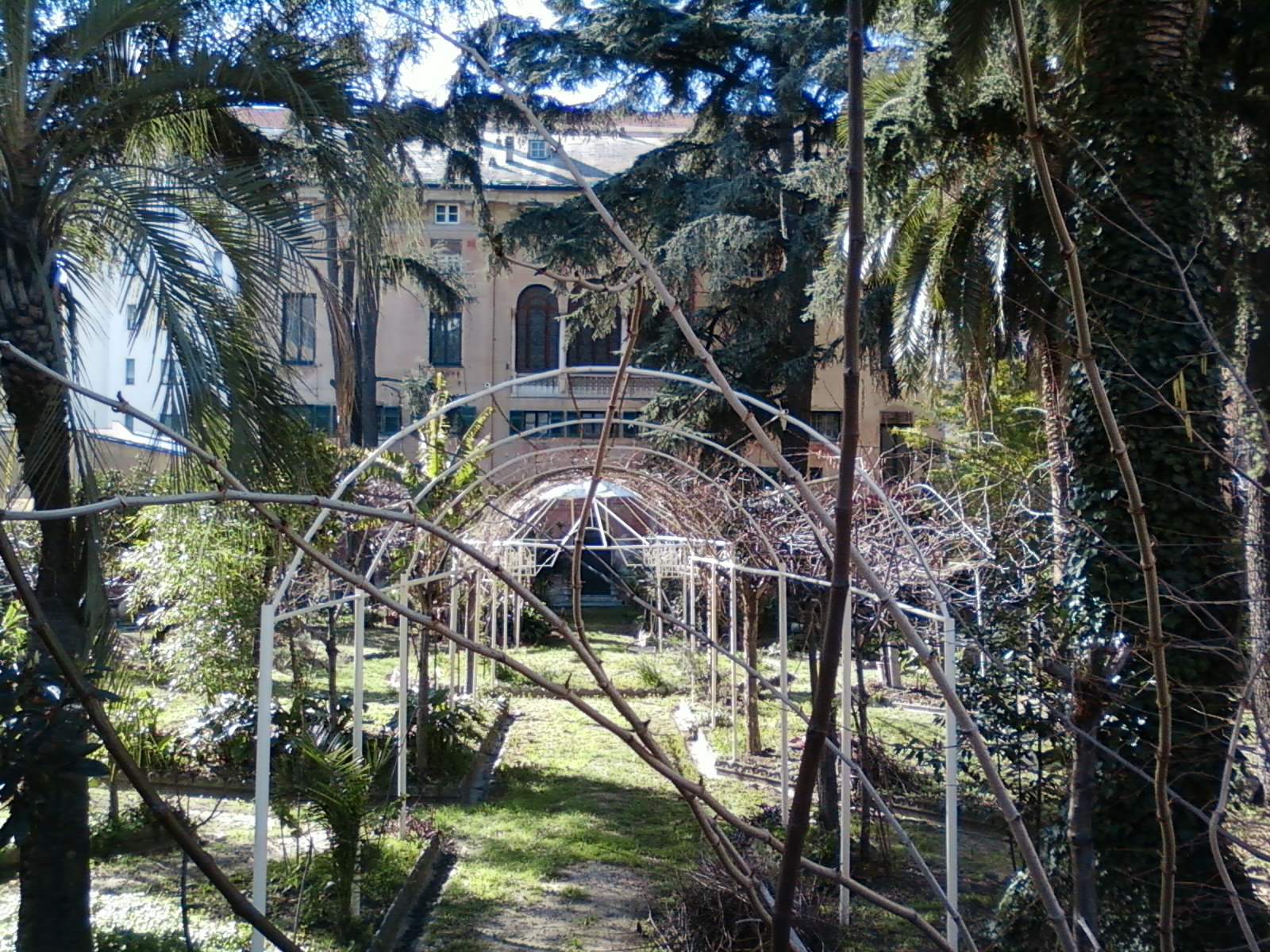
Villa Cambiaso, vista dal giardino

Il palazzo ha origini quattrocentesche. Mel 1655 fu sopraelevato e profondamente ristrutturato.
Alla fine del XVIII secolo, la proprietà passò dalla famiglia Ferrero (estinta) alla famiglia Spinola, poi ai Colonna nel 1800 e infine nel 1842 al figlio di Bianca Maria Caterina Colonna, Gaetano Cambiaso.
Nel 1796 il palazzo fu occupato dalle truppe francesi che causarono alcuni danneggiamenti.
Nella notte tra il 10 e l'11 aprile vi dormì Napoleone Bonaparte. Le porte della villa si aprirono anche per Pio VII, imprigionato a Savona dallo stesso Napoleone tra il 1809 ed il 1812.

## Descrizione
La villa è in gran parte affrescata, in particolare il salone delle feste, decorato da Domenico Buscaglia alla fine del XIX secolo.
I mobili e gli infissi sono in legno intagliato da maestranze genovesi, mentre le vetrate policrome a piombo provengono da laboratori fiorentini.
Di Lazzaro De Maestri è un  arazzo raffigurante la Vergine con bambino, mentre nella cappella privata è conservata una tela dell'Assunzione della Vergine di Giovanni Battista Carlone.